# Moord voor de grap
Moord voor de grap is een hoorspel van Tauno Yliruusi. Leikkimurha dateert van 1960 en werd op 2 januari 1969 onder de titel Mord als Zeitvertreib door de Süddeutscher Rundfunk uitgezonden. Rob Geraerds vertaalde het en de TROS zond het uit op woensdag 4 januari 1978. De regisseur was Bert Dijkstra. Het hoorspel duurde 54 minuten.

## Rolbezetting
- Bernard Droog (Loimu)
- Hans Karsenbarg (Alastalo)
- Hans Veerman (Haapala)
- Nora Boerman (mevrouw Bergman)
- Jan Apon (commissaris)
- Frans Kokshoorn (Ventola)

## Inhoud
De jonge medicus Loimu wil zijn vrienden, een arts, een jurist, een beoefenaar van de natuurwetenschappen en een schrijver - aan wie hij een verrassing schuldig is - “als tijdverdrijf” bewijzen, dat een verslaafde niet voor een moord terugdeinst als het erom gaat aan drugs te komen. Daar men het in de discussieronde niet eens kan worden, huurt Loimu een morfineverslaafde als moordenaar in, die zich - voor een hoeveelheid morfine - bereid verklaart Loimu’s erfoom om te brengen…